# Liste der Museen in Kärnten

## A
- Althofen
  - Auer von Welsbach Museum
- Arnoldstein
  - Bunkermuseum Wurzenpass
  - Heimatmuseum

## B
- Bad Bleiberg
  - Montanmuseum und Schaubergwerke Terra Mystica und Terra Montana
- Baldramsdorf
  - Kärntner Handwerksmuseum im Schloss Ortenburg („Paternschloss“) in Unterhaus
- Bleiburg/Pliberk
  - Werner-Berg-Museum

## D
- Dellach
  - GeoPark Karnische Alpen
- Deutsch-Griffen
  - Krippenmuseum im Pfarrstadel

## E
- Eisenkappel-Vellach
  - Oldtimer- und Bauernkram-Museum in Ebriach
  - Partisanen-Museum am Peršmanhof

## F
- Feld am See
  - Fischmuseum, „Grizzlywelt“ und „Erlebnis Afrika“ im Alpen Wildpark Feld am See
- Feldkirchen in Kärnten
  - Amthofmuseum für Stadtgeschichte, Volkskunde und Baugeschichte im Bamberger Amthof
  - Missonihaus (Baumeisterfamilien Missoni und Bulfon)
- Ferlach
  - Büchsenmacher- und Jagdmuseum im Schloss Ferlach
  - Carnica-Bienenmuseum in Kirschentheuer
  - Nostalgiebahnen-Museum Historama, Museum für Technik und Verkehr
  - Haus Loibltal 1
- Fresach
  - Evangelisches Diözesanmuseum Fresach
- Friesach
  - Burgbaumuseuum („Burg Friesach“)
  - Stadtmuseum am Petersberg
  - Gerhard Porsche Museum in St. Salvator

## G
- Globasnitz
  - Archäologisches Pilgermuseum Globasnitz
- Gmünd in Kärnten
  - Eva Faschaunerin Heimatmuseum
  - Pankratium („Haus des Staunens“) im Antonius-Spital
  - Porsche Automuseum Gmünd
- Gnesau
  - „Arboretum“ (begehbarer Baumgarten)
- Greifenburg
  - Bergbauernmuseum in Gnoppnitz
- Gurk
  - Schatzkammer Gurk

## H
- Hüttenberg
  - Knappenberg, Bergbaumuseum
  - Knappenberg, Grubenbahnmuseum[1]
  - Heinrich-Harrer-Museum

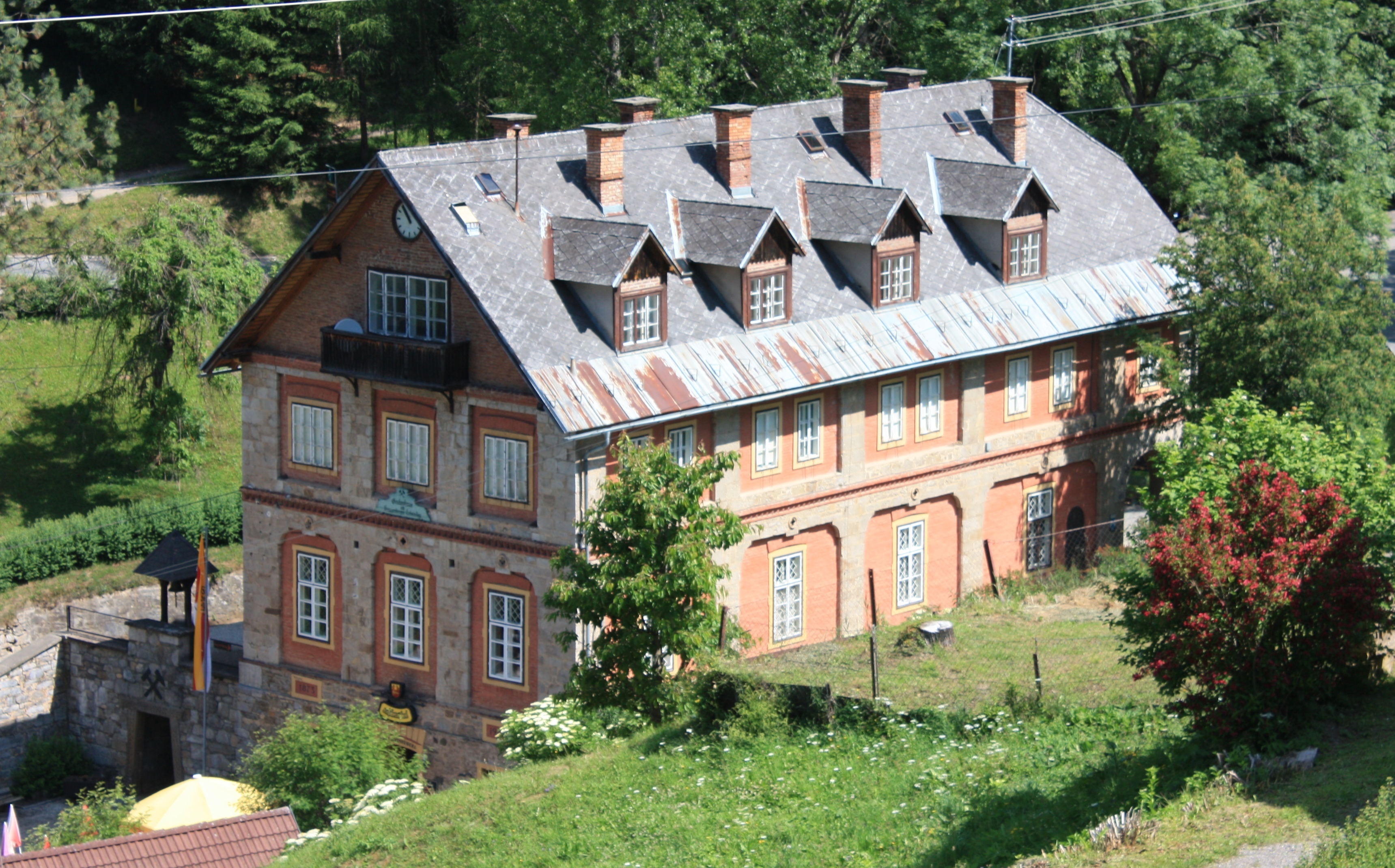
Bergbaumuseum in Knappenberg

  - Schmiede- und Schlossereimuseum in Lölling

## K
- Klagenfurt am Wörthersee
  - Bergbaumuseum Klagenfurt (seit 1. November 2015 geschlossen)
  - Botanikzentrum mit Botanischem Garten
  - Eboardmuseum
  - Kinomuseum Klagenfurt
  - Koschat-Museum
  - Landesmuseum Kärnten
    - Parkmuseum (Römische Steindenkmäler abgetragen und unzugänglich eingelagert)[2]

  - Lendcanaltramway
  - Minimundus
  - Museum Moderner Kunst Kärnten
  - Robert-Musil-Literatur-Museum
  - Virtuelles Schulmuseum Klagenfurt
  - Wappensaal im Landhaus Klagenfurt
- Kötschach-Mauthen
  - Museum 1915–18, Freilichtmuseum am Plöckenpass
- Krems in Kärnten
  - Almwirtschaftsmuseum Zechner-Alm im Biosphärenpark Salzburger Lungau und Kärntner Nockberge

## L
- Lendorf
  - Museum Teurnia in St. Peter in Holz (römische Ausgrabungen)

## M
- Magdalensberg
  - Archäologischer Park Magdalensberg
- Mallnitz
  - Besucherinformationsstelle des Nationalparks Hohe Tauern (mit Dauerausstellung und Sonderveranstaltungen)
- Maria Rain
  - Bauernmuseum in Saberda
- Maria Saal
  - Freilichtmuseum Maria Saal
- Maria Wörth
  - Gustav-Mahler-Komponierhäuschen
- Metnitz
  - Brauchtumsmuseum
  - Totentanzmuseum
- Millstatt am See
  - Heimat- und Fremdenverkehrsmuseum in Obermillstatt
  - Stiftsmuseum Millstatt und Rosenkranz-Museum im Stift Millstatt
- Moosburg
  - Karolingermuseum

## N
- Neuhaus
  - Bauernmuseum Patek-Mühle
  - Museum Liaunig (Sammlung zeitgenössischer Kunst)
- Nötsch im Gailtal
  - Museum des Nötscher Malerkreises

## R
- Radenthein
  - Granatium
  - Sagamundo (Sagenmuseum) in Döbriach
- Rosegg
  - Keltenwelt Frög

## S
- St. Andrä
  - Heimathaus Deiser in St. Ulrich
- Sankt Kanzian am Klopeiner See
  - Keltenmuseum auf der Gracarca
- Sankt Margareten im Rosental
  - Expi - hands on Science Center in Gotschuchen
- Sankt Paul im Lavanttal
  - Kunstsammlung und Bibliothek im Stift St. Paul
- Sankt Veit an der Glan
  - Museum für Verkehrs- und Stadtgeschichte
- Seeboden am Millstätter See
  - 1. Kärntner Fischereimuseum
  - Foltermuseum in der Burg Sommeregg
  - Bonsai Museum mit Zen-Gärten
- Spittal an der Drau
  - Museum für Volkskultur
  - Museum Carantana

## T
- Treffen am Ossiacher See

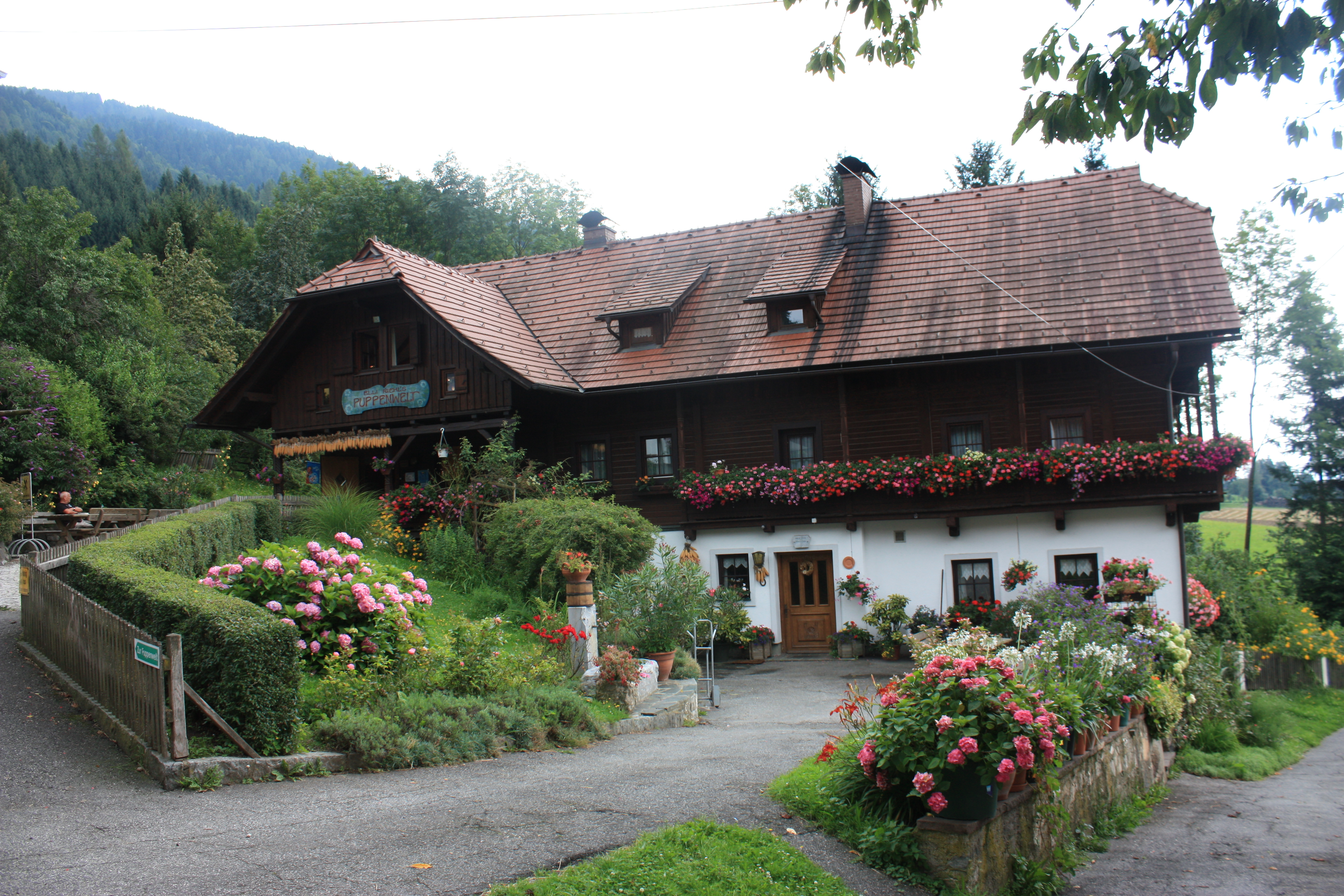
Elli-Riehl-Puppenmuseum

  - Berg- und Almmuseum Pöllinger Hütte
  - Pilzmuseum Treffen
  - Puppenmuseum von Elli Riehl

## V
- Velden am Wörther See
  - Museum für Alltagsgeschichte in Köstenberg
- Villach
  - Ebners Hausmuseum (Bergbau, Landwirtschaft, Tourismus)
  - Fahrzeugmuseum
  - Puppenmuseum
  - Reinhard-Eberhart-Museum
  - Stadtmuseum Villach
- Völkermarkt
  - Bezirksheimat- und Stadtmuseum